# Museu de Arte de Santa Catarina
O Museu de Arte de Santa Catarina é um museu de arte localizado no estado brasileiro de Santa Catarina, na região sul do Brasil. Também conhecido como MASC, é uma instituição vinculada à Fundação Catarinense de Cultura (FCC) e está instalado, atualmente, no prédio do Centro Integrado de Cultura (CIC), na Avenida Gov. Irineu Bornhausen, nº. 5600, Bairro Agronômica, na cidade de Florianópolis, Estado de Santa Catarina. Criado pelo Decreto Estadual nº. 433, de 18 de março de 1949 como Museu de Arte Moderna de Florianópolis (MAMF), é, desde então, o órgão oficial na área das artes plásticas no estado.

## História
Foi criado na década de 40, período de efervescência cultural no Brasil. Nessa altura foram criados outros museus de arte como o Museu de Arte de São Paulo (MASP), e o Museu de Arte Moderna (MAM), no Rio do Janeiro.
No registro dos antecedentes históricos da criação do MAMF – Museu de Arte Moderna de Florianópolis, pode ser considerado o Círculo de Arte Moderna – CAM, mais tarde conhecido por Grupo Sul, em função da revista com o nome Sul editada durante dez anos pelo Grupo. Formado por intelectuais, escritores e artistas jovens, preocupados em agitar a cidade de Florianópolis, na época conformada aos velhos padrões. Atuaram nas diversas áreas da criação, como a literatura, o teatro, o cinema e as artes plásticas. Por influência desse Grupo, foi trazida a Florianópolis a "Exposição de Arte Contemporânea", juntamente com a presença de seu idealizador, o escritor carioca Marques Rebelo (Eddy Dias da Cruz, 1907-1973). Foi a partir dessa mostra, apresentada entre os dias 25 de setembro e 6 de outubro de 1948, acompanhada de palestras sobre arte contemporânea proferida pelo escritor, que se deu a criação do atual Museu de Arte de Santa Catarina.
O acervo inicial da instituição conta com peças de artistas modernistas como as de Alfredo Volpi, Djanira Motta e Silva, Iberê Camargo, Emeric Marcier, Athos Bulcão, Portinari, entre outras.
A continuação da formação do acervo se deu, basicamente, por doações particulares e oficiais. A partir de 1985 foi criado um sistema de doações espontâneas por parte dos artistas que expunham no Museu. Isso lhe confere grande importância regional. Mas também é um acervo representativo de artistas nacionais e estrangeiros.
Durante todos esses anos o MASC andou por várias salas, insalubres e impróprias. Entre elas a Casa de Santa Catarina, que, demolida, deu lugar ao prédio onde se encontra a Biblioteca Pública do Estado de Santa Catarina. Outra sede foi o prédio da antiga Alfândega, em Florianópolis. Uma trajetória acidentada, que inclui o recolhimento do acervo a um depósito no Teatro Álvaro de Carvalho.

## Situação atual
Com um acervo de mais de 1.600 obras oriundas de aquisições e doações, o MASC encontra-se atualmente instalado numa área de 1.980 m² no prédio do Centro Integrado de Cultura "Prof. Henrique da Silva Fontes", dispondo de um salão de 1.440 m², incluindo a Sala Especial Harry Laus, climatizada, com 340 m², para realização exposições.
O Museu é constituído pelos seguintes Núcleos: Direção, Administrativo, Conservação e Acervo, Exposição e Montagem, Arte-Educação, Pesquisa, Documentação e Biblioteca.
O público tem acesso ao Museu através das exposições permanentes do acervo, mostras temporárias, Biblioteca, programas de visitação monitorada, publicações e assessoria técnica.
O MASC conta com apoio do Conselho Consultivo, para auxiliar em diversas decisões que concerne a programação dos eventos e a análise das peças para incorporação ao acervo. Conta também com os serviços do Atelier de Conservação e Restauração de Bens Culturais Móveis - ATECOR, para assessoria técnica ao acervo. A Associação Amigos do Museu de Arte de Santa Catarina - AAMASC propicia condições de incremento à realização das atividades culturais.